# Игнятович, Яков
Яков Игнятович (серб. Јаков Игњатовић; 8 декабря 1822, Сентендре Австрийская империя (ныне медье Пешт, Венгрия) — 5 июля 1889, Нови-Сад (ныне Воеводина, Сербии) — сербский писатель. Член-корреспондент Сербской королевской академии наук (с 1888). Один из основателей реалистического направления в сербской литературе.

## Биография
Родился в семье торговца. Изучал право в университете Пешта, однако впоследствии вынужден был его оставить, решив стать военным. Записался в гусарский полк. Во время прохождения военной службы сумел завершить обучение юриспруденции в г. Кечкемет. После чего, ушёл в отставку, работал адвокатом. В это время начал заниматься литературной деятельностью.
Участник революции 1848 в Венгрии. После поражения восстания Игнятович вынужден был в 1849 году бежать за границу. Поселился в Белграде (Сербское княжество), где работал в качестве журналиста до 1850 года. В 1854 путешествовал по Европе. В 1854—1856 годах издавал печатный орган просветительского общества Матица сербская — «Летопись Матицы сербской».
С 1863 до 1879 года работал адвокатом в Осьечко-Бараньска в Хорватии, был сотрудником патриарших усадеб Верхней митрополии.
Позже стал активным членом Национально-либеральной партии Светозара Милетича, объединявшей сербов Венгрии. Выступал за тесный союз между венграми и сербами против политики австрийского правительства. В дальнейшем это привело к ухудшению отношений между Игнятовичем и представителями сербской общины Воеводины.
В 1888 году был избран членом-корреспондентом Сербской королевской академии наук.

## Творчество

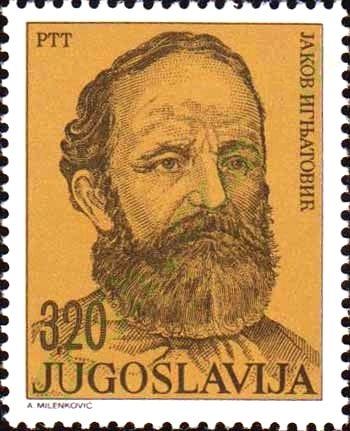
Яков Игнятович на почтовой марке Югославии. 1975 г.

Автор исторический романов и повестей. Писал на сербском и венгерском языках.
Первым крупным произведением Я. Игнятовича был исторический роман «Джордж Бранкович», написанный в 1859 году. В этом романе, а также повестях «Кровь за род» (1862), «Манзор и Джемила» (1860), написанных в романтическом духе, изображена борьба сербов и венгров против турецкого ига.
Роман Игнятовича «Милан Наранджич» (1860—1863 годы), посвящённый жизни современной ему Воеводины, знаменовал переход писателя к реализму.
Игнятович стал одним из основателей реалистического направления в сербской литературе. В романах «Странный мир» (1869), «Васа Решпект» (1875), «Вечный жених» (1878), «Страдалица» (1888) писатель отобразил картину воеводинского общества в период исчезновения патриархальных устоев, рисует образы буржуазии, которая защищает патриархальные отношения.
В романе «Старые и новые мастера» (1883), идеализируя старые «добрые» времена — эпоху феодально-цеховых ремёсел, Игнятович резко критикует новые социалистические веяния.

## Стиль произведений
Внимание к социальным аспектам современности (в том числе, к тяжелому положению села, крестьянства), острота социальных характеристик героев, склонность к поэтизации обыденного и юмор сочетаются в манере Игнятовича с некоторой заданностью, статичностью характеристик персонажей, с тяготением писателя к авантюрно-юмористической стихии повествования.
Игнятович писал на несколько архаичном языке сербских горожан, развивавшемся в венгерском окружении и не имел непосредственного отношения к истокам народной речи. Это стало одной из причин, которые несколько нивелировали значимость реалистических начинаний Игнятовича в современном ему литературном процессе.